# K'NEX

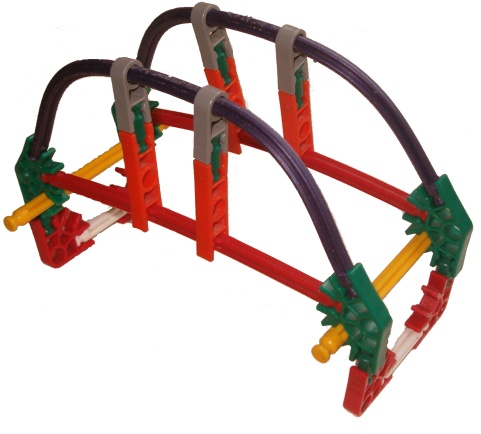
Міст з K'NEX

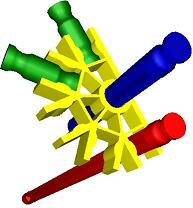
Типове з'єднання K'NEX

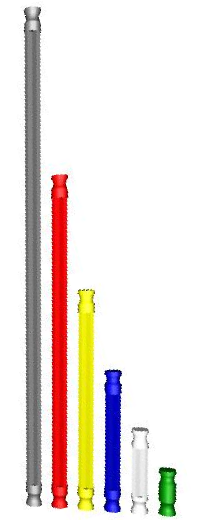
Стержні K'NEX

K'NEX (вимовляється як «кнекс») — будівельний конструктор, придуманий Джоулом Глікманом, виробляється фірмою K'NEX Industries Inc., штат Пенсільванія, США. Конструктор складається із різноманітних пластмасових стержнів та з'єднувачів за допомогою яких можна створити конструкції: моделі, машини, архітектурні споруди. Назва, швидше за все, походить від співзвучного слова англ. «connects» (з'єднання, сполучення). K'NEX — це дитячий конструктор такого ж типу як відомі Meccano, Lego, Fischertechnik. Він схожий на Tinkertoy але призначений для старших (5-12 років) дітей.

## Історія створення
Концепція K'NEX була задумана Джоулом Глікманом. Перебуваючи на весіллі, він почав думати про те, як можна з'єднати соломинку з іншою соломинкою. Разом з братом Бобом Глікманом вони обговорили цю ідею і започаткували компанію K'NEX. Оригінальна система конструктора дуже близька до ідеї Джоула Глікмана: «Система конструктора K'NEX дуже проста. Стержні та з'єднувачі можуть бути легко з'єднані разом, щоб створити різні моделі. Є також інші деталі, наприклад, колеса та шківи, для того щоб урізноманітнити можливі конструкції».
Перша коробка конструктора K'NEX з'явилася на американському ринку в 1993 році. Оригінальні моделі з рухомими частинами були оснащені маховичком, для того щоб моделі були рухомими, та згодом електродвигун дозволив конструкціям рухатися самостійно.
K'NEX тепер поширюється в більш ніж 25 країнах світу, у тому числі США.

## Опис
Елементарні деталі K'NEX, які використовуються для створення моделей — це стержні та з'єднувачі. Цими деталями можна створити різноманітні тривимірні об'єкти, складні та прості, рухомі та нерухомі. Всі деталі K'NEX мають кодовий колір. Також є і складні деталі та елементи: фіксатори, колеса, шестерні, натяжні гумки, прокладки, втулки.

### Стержні
Стержні K'NEX мають різний діапазон довжин відповідного кольору. Основна частина стержнів K'NEX негнучкі, але є додаткові гнучкі стержні. Відповідність кольорів стержнів довжині: зелений для найкоротших стержнів, білий для 3-дюймових стержнів, синій для 6-дюймових стержнів, жовтий для 11- дюймових, червоний для 18 дюймових, сірий для 28 дюймових.

### З'єднувачі
З'єднувачі K'NEX також поділяються на різні типи з різною кількістю пазів, в які вставлять стержні. З'єднання відбувається під певним кутом (часто 45°).
З'єднувачі мають два можливих типи з'єднання: пази та отвори.
|  | З'єднувач білий        | вісім пазів та отвір. |
|  | З'єднувач жовтий       | п'ть пазів та отвір.  |
|  | З'єднувач зелений      | чотири пази та отвір. |
|  | З'єднувач червоний     | три пази та отвір.    |
|  | З'єднувач світло-сірий | два пази та отвір.    |
|  | З'єднувач темно-сірий  | один паз та отвір.    |
|  | З'єднувач синій        | сім пазів та роз'єм.  |
|  | З'єднувач фіолетовий   | чотири пази та роз'єм |

## Використання
K'NEX може бути використаний для побудови різноманітних конструкцій через те, що багато різних деталей може поєднуватися під різними кутами та у різних напрямках. Діапазон конструкцій надзвичайно широкий: моделі автомобілів, гелікоптерів, літаків, каруселі, американські гірки та інше.
Оскільки деталі K'NEX зроблені з міцного пластику, ці конструкції, як правило, є досить міцними. Багато аматорів використовують низькопотужні двигуни та колеса, яких немає у стандартних наборах K'NEX, і таким чином конструюють реальні велосипеди за допомогою K'NEX.

## Навчальні продукти
У той час як всі набори K'NEX можна вважати навчальними, компанія також виробляє лінію продуктів, які орієнтовані для використання у класах. Це набори для створення моделей ДНК, простих механізмів, моделей життєвого циклу та багато інших комплектів. Ці набори призначені учнів від дошкільного віку до старшокласників.

## Безпека
Всі продукти K'NEX відповідають стандарту ASTM F963-03, добровільному стандарту для безпеки іграшок, який встановлюється Американським товариством по випробуванню матеріалів. Це гарантує, що набори K'NEX не містять деталей або матеріалів, які можуть бути небезпечними для дітей.

## Знамениті моделі та виставки
Працівниками Університет Конкордія були створені моделі космічного човна, хмарочоса Сірс Тауер, а також Ейфелевої вежі з деталей K'NEX.
Космічний і ракетний центр США веде Книгу рекордів для присудження премії за «Найбільшу у світі скульптуру K'NEX», а також експонує величезний космічний човник і ракету в сувенірному магазині в Гантсвіллі (Алабама). K'NEX також проводить пересувну виставку: «K'NEX: Створення захоплюючих атракціонів», яка демонструється по школах та музеях США.